# Conservatorio de Música de Oslo
El Conservatorio de Música de Oslo (en noruego: Musikkonservatoriet i Oslo) era una escuela de música en Oslo, Noruega.
Ludvig Mathias Lindeman y su hijo Peter Brynie fundaron el conservatorio en 1883 en Christiania (como se llamaba Oslo en ese entonces) y se llamó la Escuela Organista (en noruego: Organistskolen). En 1885, la escuela tenía 174 estudiantes y se renombró como la Escuela de Música y Organista. Peter Brynie Lindeman se encargó de la dirección de la escuela después de la muerte de su padre en 1887. Se renombró la escuela otra vez en 1892 como el Conservatorio de Música de Christiania y fue la única institución de su clase en Noruega hasta 1905. El hijo de Peter, Trygve Lindeman (1896–1979), que estudió música en Estocolmo, se hizo maestro en la escuela en 1921 y se convirtió en su director en 1930. Trygve Lindeman se retiró en los años 1960 y la dirección de la escuela se transfirió a la Fundación Lindeman. De 1969 a 1973, una colaboración entre la fundación y el gobierno operó el conservatorio, el cual ofrecía una mezcla de entrenamiento profesional para músicos y educación amateur para niños y adultos. El conservatorio cerró en 1973 cuando se estableció la Academia Noruega de Música.
La Fundación Lindeman administró el Archivo del Conservatorio de Música hasta 2013 cuando se transfirió al Archivo Nacional de Noruega. El archivo consiste de registros de enseñanza con horarios de estudiantes y maestros, actuaciones nocturnas de estudiantes, la sociedad del conservatorio de música, y evaluaciones de estudiantes que se graduaron. El archivo también contiene algunos documentos de contaduría, incluso pagos de estudiantes e información de salarios. Los materiales abarcan el periodo del establecimiento de la escuela en 1883 hasta que empezaron a cerrarla en 1969/1970.

## Exalumnos destacados
Algunas personas destacadas que asistieron al Conservatorio de Música de Oslo incluyen:
- Geir Henning Braaten (nació 1944), pianista
- Trond Kverno (nació 1945), compositor
- Trygve Lindeman (1896–1979), chelista y director del Conservatorio
- Kari Løvaas (nació 1939), soprano
- Finn Mortensen (1922–1983), compositor
- Knut Nystedt (1915–2014), compositor
- Anfinn Øien (nació 1922), organista y maestro de música
- Per Steenberg (1870–1947), organista y compositor
- Fartein Valen (1887–1952), compositor